# Aphnaeus tigrinus
Aphnaeus tigrinus är en fjärilsart som beskrevs av Moore 1884. Aphnaeus tigrinus ingår i släktet Aphnaeus och familjen juvelvingar. Inga underarter finns listade i Catalogue of Life.